# Erich von Waldburg zu Zeil und Trauchburg
Titre
Prince de Waldbourg-Zeil
Depuis le 2 décembre 2015
(9 ans, 3 mois et 17 jours)
Le prince Erich von Waldburg zu Zeil und Trauchburg, né à Ratisbonne, le 21 novembre 1962, est un entrepreneur allemand et, depuis la mort de son père en 2015, le chef de la lignée Zeil de la maison princière de Waldburg, avec le titre 8e prince (« Fürst »).

## Biographie

### Famille
Erich von Waldburg-Zeil est le fils unique, parmi les six enfants du prince Georg von Waldburg zu Zeil und Trauchburg (1928-2015) et de la princesse Marie Gabrielle de Bavière (née en 1931), mariés en 1957. Il a cinq sœurs : 1) Walburga (1958), 2) Maria-Gabriele (1959), 3) Monika (1961), 4) Adelheid (1964) et 5) Elisabeth (1966),.
Par sa mère, Marie Gabrielle de Bavière, Erich von Waldburg-Zeil est un arrière-petit-fils du Kronprinz Rupprecht de Bavière (1869-1955), chef de la maison royale de Bavière et de la princesse Marie Gabrielle en Bavière (1878-1912), sœur de la reine des Belges Élisabeth (1876-1965).

### Mariage et postérité

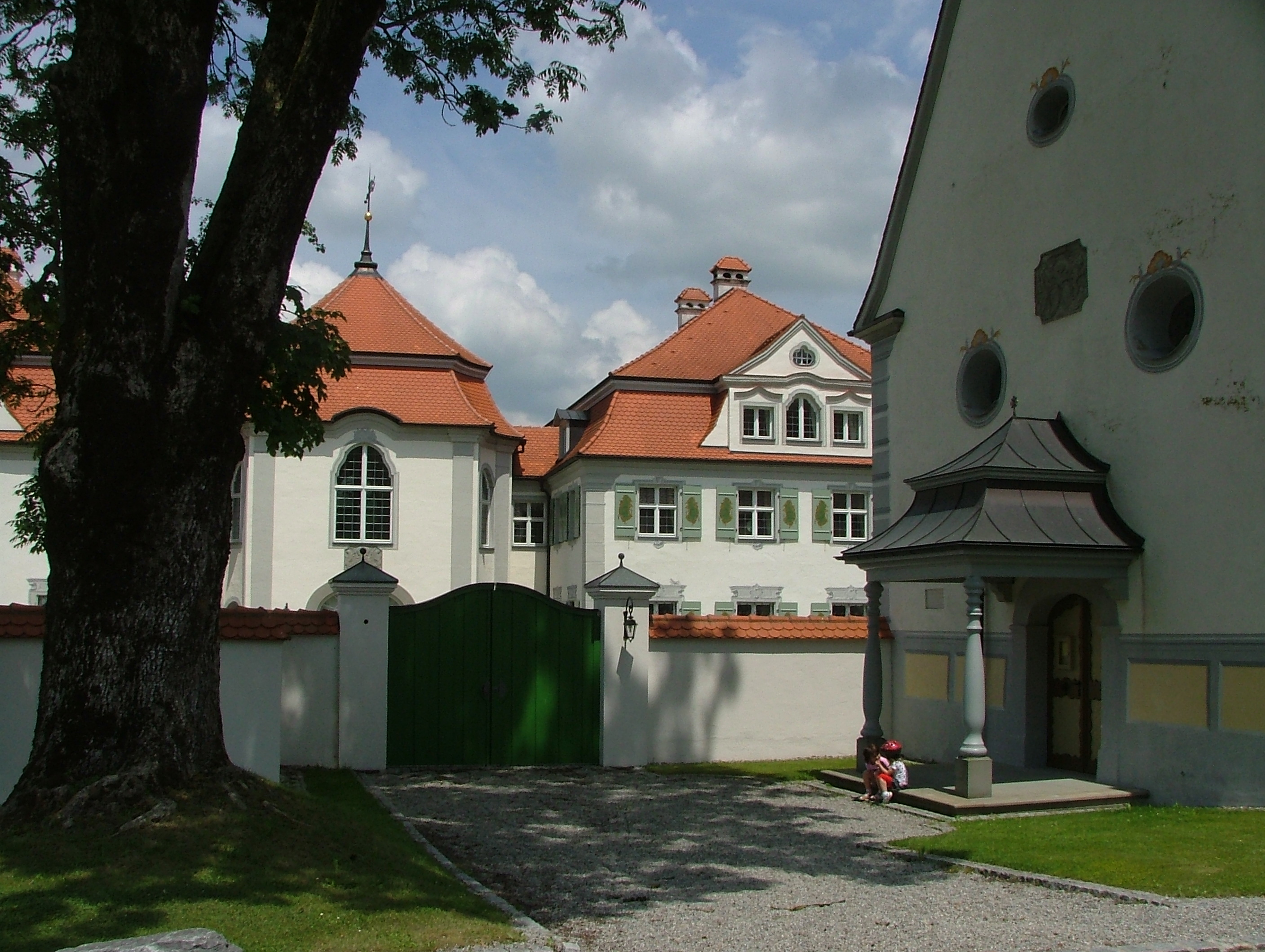
Le château de Rimpach

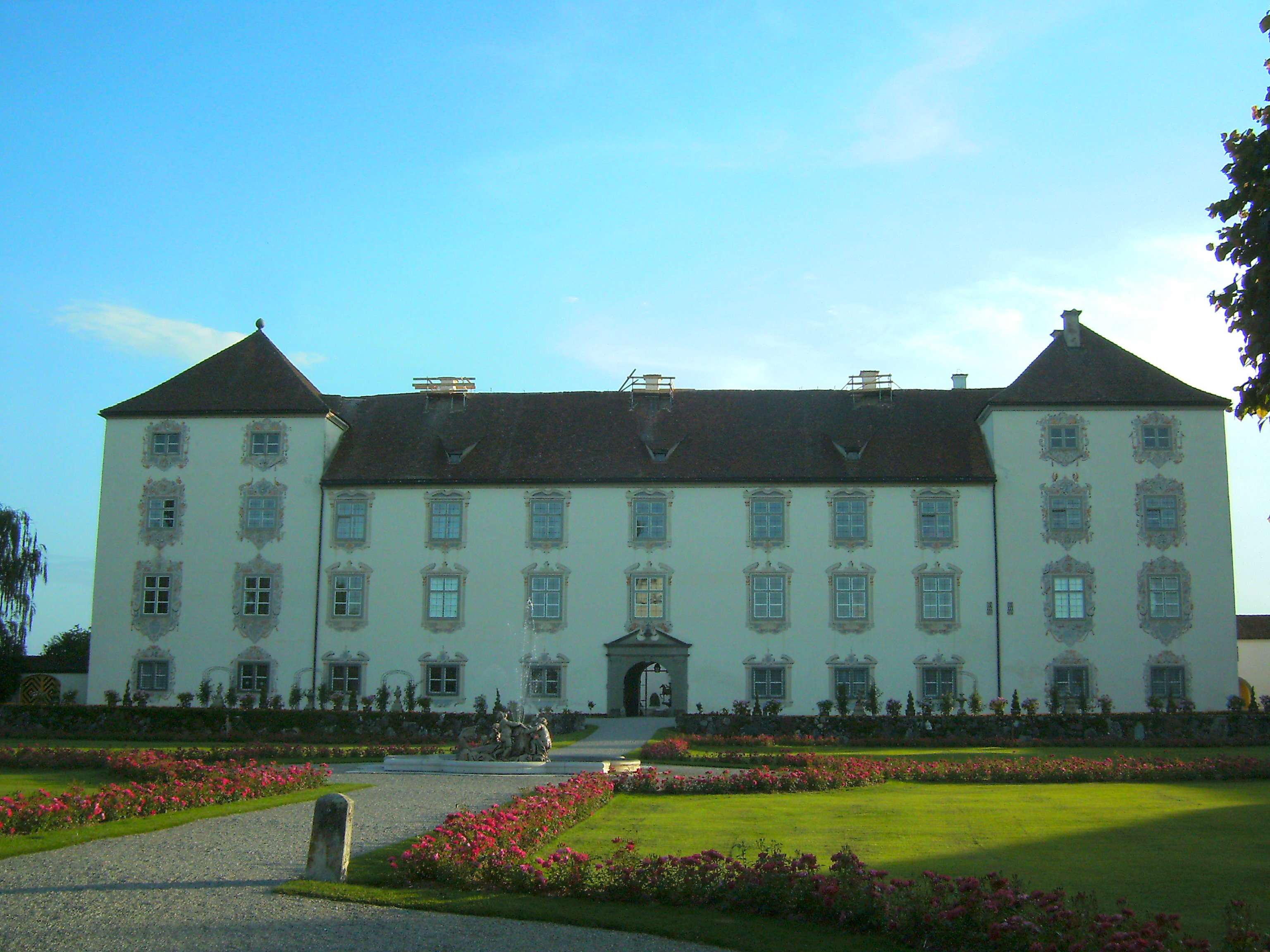
Le château de Zeil près de Leutkirch

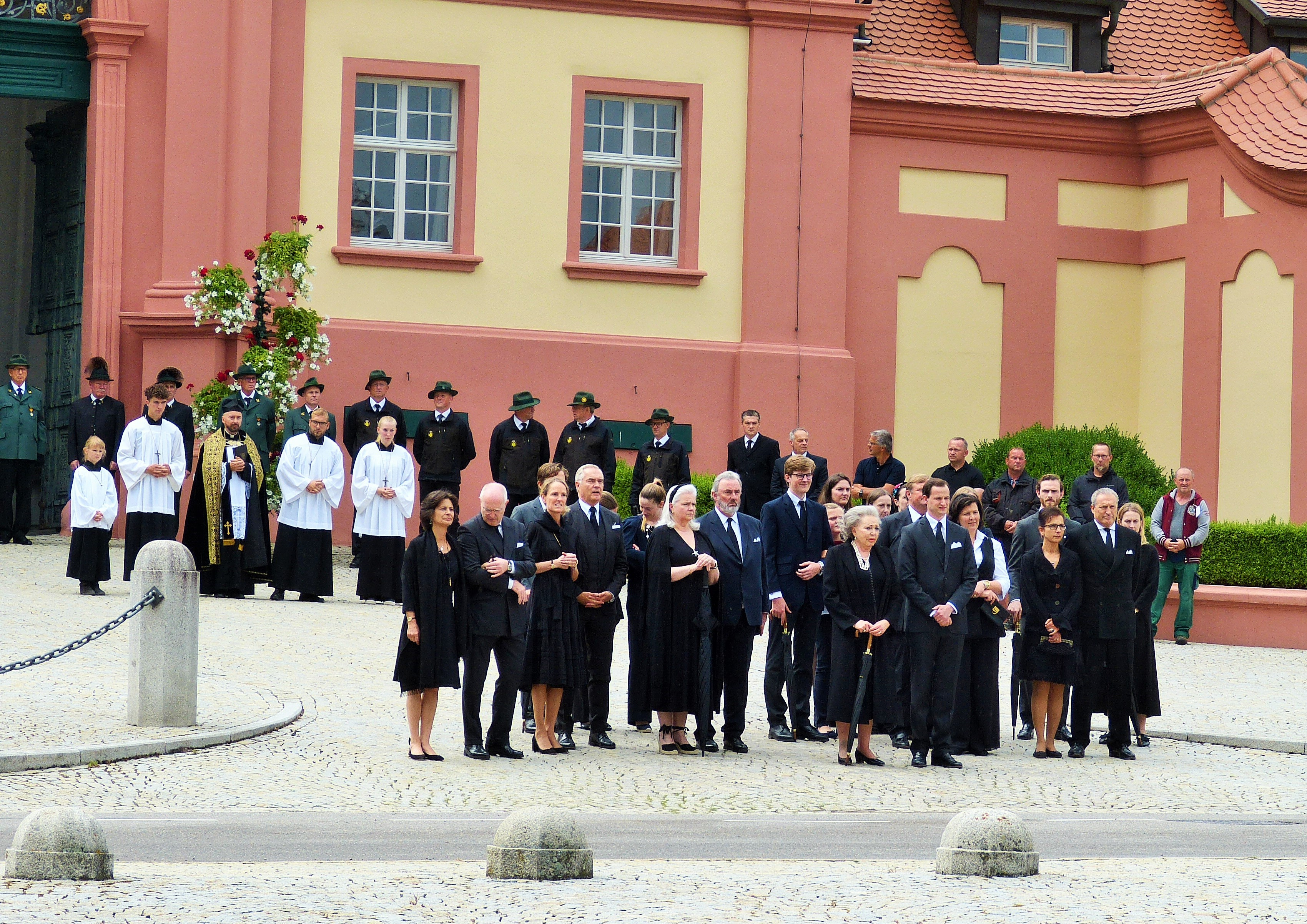
La famille du défunt duc Charles de Wurtemberg le 1 juillet 2022. Le couple princier de Waldburg-Zeil est au premier rang, cinquième et sixième à partir de la gauche.

Erich, alors comte héritier de sa maison, épouse civilement le 17 novembre 1988 au salon bleu du château d'Altshausen, puis religieusement le 19 novembre suivant en l'église Saint-Michel d'Altshausen, la duchesse Mathilde de Wurtemberg, née le 11 juillet 1962 à Friedrichshafen, fille aînée du duc Charles de Wurtemberg (1936-2022) et de la princesse Diane d'Orléans (1940).
Les mariés descendent tous deux du dernier grand-duc de Toscane Léopold II (1797-1870), du roi Louis Ier de Bavière (1786-1868), ainsi que du roi Jean VI de Portugal (1767-1826).
Le couple a cinq filles :,, :
- Marie Thérèse de Waldburg zu Zeil, née à Memmingen, clinique de Leutkirch im Allgäu, le 4 octobre 1989 ;
- Marie Elisabeth de Waldburg zu Zeil, née à Ratisbonne, le 31 décembre 1990 ;
- Marie-Charlotte de Waldburg zu Zeil, née à Ratisbonne, le 10 mai 1992 ;
- Marie Hélène de Waldburg zu Zeil, née à Ratisbonne, le 29 novembre 1993, mariée en novembre 2024 au château de Zeil im Allgäu avec le comte Ludovic von Neipperg (né en 1994), directeur technique de vignoble à Saint-Émilion[7] ;
- Marie-Gabrielle de Waldburg zu Zeil, née à Ratisbonne, le 30 novembre 1996.

Le 2 décembre 2015, succédant à son père, Erich von Waldburg zu Zeil devient le 8e prince et le chef de sa maison. Son épouse et lui sont établis au château de Rimpach depuis avril 1989. Entre-temps, lui et sa famille ont emménagé au château de Zeil.
En l'absence d'héritier mâle, la succession dynastique passerait à son cousin germain Clemens (de) (né en 1960), qui était secrétaire général de la Croix-Rouge allemande de 2003 à 2014. Celui-ci est marié à la princesse Georgina de Liechtenstein depuis 1985 et a plusieurs enfants.

### Formation et chef de sa maison
Après sa formation, Erich von Waldburg-Zeil rejoint l'entreprise familiale. L'homme d'affaires, est alors comte héréditaire de Waldburg zu Zeil und Trauchburg. Le 2 décembre 2015, il succède à son père en qualité de 8e prince et chef de la lignée Zeil de la maison princière de Waldburg, souveraine jusqu'en 1918. Depuis lors, il est appelé Erich Fürst von Waldburg zu Zeil et Trauchburg.

## Activités entrepreneuriales
Erich von Waldburg-Zeil dirige un vaste conglomérat d'entreprises. Avec environ 10 000 hectares de terres forestières et agricoles, la famille est l'un des plus grands propriétaires fonciers privés d'Allemagne et possède également des zones forestières considérables en Argentine.
En outre, la famille est partenaire de la société de médias Schwäbischer Verlag GmbH &amp; Co. KG avec le Schwäbische Zeitung et participe aux radiodiffuseurs privés Radio 7, Radio Seefunk, trois chaînes de télévision régionales et de nombreuses autres filiales. Ces activités comprennent des engagements entrepreneuriaux de longue date avec la société de médias Allgäuer Zeitungsverlag.
La famille gère également l'aérodrome régional de Leutkirch-Unterzeil, le Holzhof Zeil et plusieurs casinos, le Hochgratbahn et, depuis 1958, une chaîne de cliniques de rééducation. Les centres thermaux (cliniques Waldburg-Zeil, avec 17 établissements comprennent environ 3 400 lits et plus de 3 000 employés).
En 2014, la fortune privée de la famille est estimée à environ 650 000 000 €.

## Mandats
Erich von Waldburg-Zeil exerce de nombreux mandats, notamment au sein de l'Association des propriétaires fonciers du Bade-Wurtemberg (adjoint au président), membre du conseil consultatif de la Landesbank Baden-Württemberg (LBBW) et de la Deutsche Bank ainsi que de l'Universitätsbund Hohenheim (député président). Il est membre du conseil de surveillance de Malteser Deutschland gGmbH, une sous-organisation de l'ordre souverain de Malte en Allemagne et président de la communauté de conservation du gibier sauvage à Sonthofen dans l'Allgäu (74 districts couvrant 85 344 hectares). Il est membre de l' Association des entrepreneurs catholiques (BKU).
Il est particulièrement engagé dans la protection des monuments en qualité de président adjoint de la Fondation des Monuments du Bade-Wurtemberg. Il est également membre du conseil d'administration de l'abbaye bénédictine d'Ottobeuren et membre du conseil d'administration de la Fondation des monuments culturels - Château de Bad Wurzach.

## Honneur
Erich von Waldburg zu Zeil und Trauchburg est :
- Bailli Grand-croix d'honneur et de dévotion de l'ordre souverain de Malte.

## Ascendance
|  |                                                     |  |  |  |  |  |  |  |  |  |  |  |  |
|  | 8. Georg von Waldburg zu Zeil und Trauchburg        |  |  |  |  |  |  |  |  |  |  |  |  |
|  |                                                     |  |  |  |  |  |  |  |  |  |  |  |  |
|  |                                                     |  |  |  |  |  |  |  |  |  |  |  |  |
|  | 4. Erich August von Waldburg zu Zeil und Trauchburg |  |  |  |  |  |  |  |  |  |  |  |  |
|  |                                                     |  |  |  |  |  |  |  |  |  |  |  |  |
|  |                                                     |  |  |  |  |  |  |  |  |  |  |  |  |
|  | 9. Marie Therese von Salm Reifferscheid-Raitz       |  |  |  |  |  |  |  |  |  |  |  |  |
|  |                                                     |  |  |  |  |  |  |  |  |  |  |  |  |
|  |                                                     |  |  |  |  |  |  |  |  |  |  |  |  |
|  | 2. Georg von Waldburg zu Zeil und Trauchburg        |  |  |  |  |  |  |  |  |  |  |  |  |
|  |                                                     |  |  |  |  |  |  |  |  |  |  |  |  |
|  |                                                     |  |  |  |  |  |  |  |  |  |  |  |  |
|  | 10. Aloïs von Löwenstein-Wertheim-Rosenberg         |  |  |  |  |  |  |  |  |  |  |  |  |
|  |                                                     |  |  |  |  |  |  |  |  |  |  |  |  |
|  |                                                     |  |  |  |  |  |  |  |  |  |  |  |  |
|  | 5. Monika von Löwenstein-Wertheim-Rosenberg         |  |  |  |  |  |  |  |  |  |  |  |  |
|  |                                                     |  |  |  |  |  |  |  |  |  |  |  |  |
|  |                                                     |  |  |  |  |  |  |  |  |  |  |  |  |
|  | 11. Josephine Kinsky von Wchinitz und Tettau        |  |  |  |  |  |  |  |  |  |  |  |  |
|  |                                                     |  |  |  |  |  |  |  |  |  |  |  |  |
|  |                                                     |  |  |  |  |  |  |  |  |  |  |  |  |
|  | 1. Erich von Waldburg zu Zeil und Trauchburg        |  |  |  |  |  |  |  |  |  |  |  |  |
|  |                                                     |  |  |  |  |  |  |  |  |  |  |  |  |
|  |                                                     |  |  |  |  |  |  |  |  |  |  |  |  |
|  | 12. Rupprecht de Bavière                            |  |  |  |  |  |  |  |  |  |  |  |  |
|  |                                                     |  |  |  |  |  |  |  |  |  |  |  |  |
|  |                                                     |  |  |  |  |  |  |  |  |  |  |  |  |
|  | 6. Albert de Bavière                                |  |  |  |  |  |  |  |  |  |  |  |  |
|  |                                                     |  |  |  |  |  |  |  |  |  |  |  |  |
|  |                                                     |  |  |  |  |  |  |  |  |  |  |  |  |
|  | 13. Marie Gabrielle en Bavière                      |  |  |  |  |  |  |  |  |  |  |  |  |
|  |                                                     |  |  |  |  |  |  |  |  |  |  |  |  |
|  |                                                     |  |  |  |  |  |  |  |  |  |  |  |  |
|  | 3. Marie Gabrielle de Bavière                       |  |  |  |  |  |  |  |  |  |  |  |  |
|  |                                                     |  |  |  |  |  |  |  |  |  |  |  |  |
|  |                                                     |  |  |  |  |  |  |  |  |  |  |  |  |
|  | 14. Dionys Maria Draskovich von Trakostján          |  |  |  |  |  |  |  |  |  |  |  |  |
|  |                                                     |  |  |  |  |  |  |  |  |  |  |  |  |
|  |                                                     |  |  |  |  |  |  |  |  |  |  |  |  |
|  | 7. Maria Draskovich von Trakostján                  |  |  |  |  |  |  |  |  |  |  |  |  |
|  |                                                     |  |  |  |  |  |  |  |  |  |  |  |  |
|  |                                                     |  |  |  |  |  |  |  |  |  |  |  |  |
|  | 15. Juliana de Montenuovo                           |  |  |  |  |  |  |  |  |  |  |  |  |
|  |                                                     |  |  |  |  |  |  |  |  |  |  |  |  |
|  |                                                     |  |  |  |  |  |  |  |  |  |  |  |  |